# Eesti Tipp-40
Eesti Tipp-40 (англ. Estonian Top-40) — офіційний музичний чарт Естонії, запущений на початку 2018 року. Він публікувався щопонеділка в газеті Eesti Ekspress.
Головним редактором був музичний журналіст Сіїм Нестор. Діаграма базувалася на фізичних продажах, цифрових продажах і потоковому ефірі. Були доступні три різні чарти: 40 найкращих альбомів, 40 найкращих вітчизняних/міжнародних синглів і 40 найкращих вітчизняних синглів.
Публікацію чартів припинили у вересні 2020 року.

## Чарти
- Albumid tipp-40 (40 найкращих альбомів)
- Singlid tipp-40 (40 найкращих міжнародних синглів)
- Eesti lood tipp-40 (40 найкращих вітчизняних синглів)